# TOEFL

Logo des TOEFL (seit 2024)

Der Test of English as a Foreign Language (TOEFL) ist ein standardisierter Sprachtest, in dem die Kenntnis der englischen Sprache eines Nichtmuttersprachlers überprüft wird. Der Test wird von vielen Universitäten im englischsprachigen Raum, insbesondere den USA, als Zulassungsvoraussetzung anerkannt. In seiner derzeitigen Form (iBT) ist er in die Abschnitte
1. Reading Comprehension (Verständnis geschriebener Sprache)
2. Listening Comprehension (Verständnis gesprochener Sprache)
3. Speaking (Sprachkompetenz)
4. Written Expression (selbständiges Schreiben)

gegliedert. Die Grammatik wird dabei in allen vier Testformen berücksichtigt. Die Antworten in den ersten beiden Testteilen werden im Multiple-Choice-System gegeben. Die Gültigkeit ist auf zwei Jahre beschränkt, da nach wissenschaftlichen Studien u. a. des Educational Testing Service (ETS), des Testentwicklers von TOEFL und auch TOEIC, die weitere Verwendung der englischen Sprache nach dem absolvierten Test entscheidend für die Sprachkompetenzen in der Zukunft ist. Spricht der getestete Kandidat nach dem Test nie wieder Englisch oder ausschließlich in Ausnahmefällen, so würden sich seine Kompetenzen negativ verändern. Aus diesem Grund kann der ETS wissenschaftlich belegt kein Sprachniveau über einen längeren Zeitraum als zwei Jahre garantieren und empfiehlt, spätestens nach zwei Jahren eine erneute Messung des Sprachniveaus zum Nachweis des aktuellen Sprachstands und der aktuellen Sprachkompetenz.
Der TOEFL wird weltweit vom Educational Testing Service (ETS) durchgeführt. Er existiert seit 1964 und wurde bis 2008 von mehr als 22 Millionen Personen absolviert.

## Internet-based Test (iBT)
Ende 2005 wurde der TOEFL als Internet-based Test (iBT) in den USA, Deutschland, Frankreich und Italien eingeführt. Dieses neue Testformat löste in diesen Ländern alle vorherigen TOEFL-Testformen ab. Für Kandidaten mit Behinderung werden allerdings angepasste Tests angeboten. Die anderen Länder folgten 2006/2007. Der Internet-TOEFL erfasst nun zusätzlich die mündlichen Sprachfertigkeiten des Teilnehmers. Die Maximalpunktzahl beträgt 120 Punkte, wobei pro Fertigkeit maximal 30 Punkte vergeben werden.
Der gesamte Test dauert mit Einchecken, Anweisungen, Ladezeiten, vollem Ausnutzen nicht zeitlich gesteuerter Instruktionsseiten und zehnminütiger Pause maximal viereinhalb Stunden. Die Kosten für den Test variieren in den verschiedenen Ländern, so kostet er in Deutschland 265 US-Dollar, in Österreich 280 US-Dollar und in der Schweiz 470 US-Dollar (Stand: März 2025). Die Anmeldung erfolgt online oder telefonisch in den USA oder in den Niederlanden. Die Tests selber werden dann in lokalen Testzentren durchgeführt (in Deutschland derzeit etwa 5 größere und 15 kleinere). Es gibt pro Land jeden Monat zwischen drei und fünf Prüfungstermine (wenn auch nicht unbedingt an allen Testzentren). Die Ergebnisse sind laut ETS nach etwa 10 Werktagen online einsehbar.
| Aufgabe                       | iBT                                               | Zeitlicher Umfang |
| ----------------------------- | ------------------------------------------------- | ----------------- |
| Lesefähigkeit (Reading)       | 3–5 Texte mit 30–50 Fragen                        | 54–72 Minuten     |
| Hörverständnis (Listening)    | 2–3 Unterhaltungen, 4–6 Vorlesungen, 34–51 Fragen | 60–90 Minuten     |
| Sprachfertigkeiten (Speaking) | 6 Aufgaben mit 6 Fragen                           | 20 Minuten        |
| Schreibfertigkeiten (Writing) | 2 Aufgaben mit 2 Fragen                           | 50 Minuten        |

## Alte Testformen
Der alte Test wird in zwei Varianten abgenommen, die verschiedene Punkteskalen haben, aber als gleichwertig anerkannt sind: PBT (paper-based test, 310 bis 677 Punkte) und CBT (computer-based test, 0 bis 300 Punkte). Von Universitäten werden typischerweise mindestens 550 bis 600 Punkte (PBT-Skala) für die Aufnahme in postgradualen Studiengängen (Master, Ph.D. etc.) verlangt. Zusammen mit dem TOEFL wird auch der Test of Written English durchgeführt, aber separat bewertet. ETS bietet eine Vergleichstabelle zu IELTS-Wertungen an.

### Computer-Based Test
| Aufgabe                         | Zeitlicher Umfang | Anzahl der Fragen |
| ------------------------------- | ----------------- | ----------------- |
| Listening Section               | 40 bis 60 Minuten | 30 bis 50 Fragen  |
| Listening and Structure Section | 15 bis 20 Minuten | 20 bis 25 Fragen  |
| Reading Comprehension           | 70 bis 90 Minuten | 44 bis 60 Fragen  |
| Writing Section                 | 60 Minuten        | 2 Fragen          |

(insgesamt also 96 bis 137 Fragen in 3 Stunden, 5 Minuten bis 3 Stunden, 50 Minuten)

## Kritik an Kosten und Geschäftsmodell

### Kostensteigerungen
Seit 2006 hat sich der Preis des TOEFL in Deutschland von 155 auf 240 US-Dollar um 55 % verteuert. Der Educational Testing Service (ETS) gibt an, dass die Kosten für Entwicklung, Produktion, Verwaltung und Benotung bezahlt werden müssten und kein Gewinnstreben bestehe. Der Preisanstieg wird auf erhöhte „administrativen Ausgaben“ zurückgeführt. Dies erscheint insofern fraglich, als dem Autor Jan Willmroth für den Zeitraum von 2000 bis 2011 allein für Deutschland jährliche Zuwachsraten von durchschnittlich 8 % mehr Tests genannt wurden und daher abnehmende Grenzkosten pro Test zu erwarten wären. Testzentren in Deutschland erhalten nur eine Aufwandsentschädigung von 30 bis 40 Euro bei 190 Euro Testgebühr. Genauere Zahlen zur Entwicklung der Geschäftstätigkeit in Deutschland sind aufgrund der Verschwiegenheit des Unternehmens nicht bekannt.

### Gewinne, hohe Gehälter und Bonuszahlungen trotz Gemeinnützigkeit
In den USA steht ETS bereits seit 2002 in der Kritik, weil die Organisation einerseits als gemeinnützig anerkannt und so von der Steuer befreit ist, andererseits aber hohe Gehälter und Bonuszahlungen bekannt geworden sind, seitdem Kurt Landgraf 2001 CEO wurde. Die Bonuszahlungen für Führungskräfte befanden sich in seinem ersten Jahr in derselben Größenordnung wie deren Jahresgehälter, während im akademischen und Stiftungsbereich sonst nur fünf bis zehn Prozent üblich sind. Einmalzahlungen von bis zu 366.000 US-Dollar wurden an 15 Angestellte gezahlt, Landgraf selbst bekam für seine ersten zehn Monate 800.000 US-Dollar. Insgesamt kamen so im Geschäftsjahr 2001 circa zwei Millionen US-Dollar Boni zusätzlich zum Gehalt zusammen, bei einem Gewinn von 34 Millionen US-Dollar. Auch im Jahr 2010 beliefen sich die Gewinne auf circa 27 Millionen US-Dollar, das Gehalt Landgrafs auf rund 1,2 Millionen US-Dollar und die Gehälter in der Führungsriege auf über 200.000 US-Dollar.

### Marktbeherrschende Stellung
Robert Schaefer, der für öffentliche Bildung zuständige Direktor der US-Interessenvereinigung Fairtest, kritisierte nicht nur die Verwendung der Gewinne der Non-Profit-Organisation für Bonuszahlung anstelle einer Reduzierung der Testgebühren, sondern auch die Monopolstellung von ETS: „Dieses Geld kommt aus den Taschen der Testnehmer, deren Eltern und von Steuerzahlern aus Bundesstaaten, die einen Vertrag mit ETS haben, von Menschen, die keine andere Wahl haben als für diese Tests zu zahlen.“ ETS führt in den USA Zulassungstests für das College durch (SAT, GRE, GMAT) und hat mit GRE und GMA für bestimmte Fachrichtungen quasi ein Monopol. Auch deutsche Studienbewerber sind für den Nachweis ihrer Englischkenntnisse häufig auf TOEFL angewiesen, da viele Universitäten nur diesen oder den ähnlich teuren IELTS-Test anerkennen. Eigenen Angaben zufolge ist das Unternehmen mit jährlich 50 Millionen Tests und 5300 Beschäftigten das größte der globalen Testindustrie. Der Umsatz von ETS 2010 betrug rund eine Milliarde US-Dollar.

### TOEFL an deutschen Universitäten
Die Universität Hamburg hat den TOEFL als Zugangsvoraussetzung für den Anglistik-Bachelor im Mai 2012 abgeschafft. Dekanin Susanne Rupp begründet dies mit dem hohen Administrationsaufwand, dem problematischen Rückgriff auf externe Dienstleister und der Benachteiligung sozial Schwächerer durch die hohen Testgebühren. Die Erfahrungen mit der Abschaffung seien „durchweg positiv“ und diese habe sich nicht merklich auf die Qualität der Studienbewerber niedergeschlagen. Auch beim Masterstudiengang in Agricultural and Food Economics an der Universität Bonn hat die Abschaffung der TOEFL-Zugangsvoraussetzung bei den deutschen Bachelorabsolventen sich nicht negativ ausgewirkt.

## Belege
1. ↑  The Official Guide to the TOEFL Test, Third Edition 2009, S. 2.
2. ↑  https://www.ets.org/toefl/test-takers/ibt/register/fees.html
3. ↑  https://www.ets.org/toefl/score-users/scores-admissions/compare
4. ↑  Jan Willmroth:  Die Sprache des Geldes In: ZEIT Campus, Die ZEIT, 12. Dezember 2012. Abgerufen am 1. Februar 2012
5. ↑  Tamar Lewin:  Corporate Culture and Big Pay Come to Nonprofit Testing Service In: NY Times, NY Times, 23. November 2002. Abgerufen am 1. Februar 2012
6. ↑  Jan Willmroth:  Die Sprache des Geldes In: ZEIT Campus, Die ZEIT, 12. Dezember 2012. Abgerufen am 1. Februar 2012
7. ↑  Tamar Lewin:  Corporate Culture and Big Pay Come to Nonprofit Testing Service In: NY Times, NY Times, 23. November 2002. Abgerufen am 1. Februar 2012
8. ↑  Jan Willmroth:  Die Sprache des Geldes In: ZEIT Campus, Die ZEIT, 12. Dezember 2012. Abgerufen am 1. Februar 2012
9. ↑   TOEFL-CODE (Memento des Originals vom 6. Januar 2013 im Internet Archive) In: Universität Hamburg, 6. August 2012. Abgerufen am 28. Februar 2024
10. ↑  Jan Willmroth:  Die Sprache des Geldes In: ZEIT Campus, Die ZEIT, 12. Dezember 2012. Abgerufen am 1. Februar 2012